# Trentemøller
Anders Trentemøller (Kopenhagen, 16 oktober 1974) ([ˈtˢʁantˢəˌmølɐ̯]) is een Deense artiest. Trentemøller maakt elektronische muziek.

## Carrière
Trentemøller begon in 1997 samen met DJ T.O.M. toen ze de eerste Deense live-house-act vormden, genaamd Trigbag. Ze traden over de gehele wereld op en hun single Showtime werd gespeeld door bekende dj's als Laurent Garnier. Trigbag stopte in 2000.
Trentemøller bracht in 2003 zijn The Trentemøller EP uit, waarop de nummers Le Champagne en Work in Progress staan. Trentemøller kreeg een prijs voor Up Front Release of the Year tijdens de Danish DJ Awards in februari 2004 voor het nummer Le Champagne.

Anders' debuutalbum The Last Resort werd uitgebracht op het Poker Flat-label in oktober 2006. Zowel het Duitse magazine Groove Mag als het Franse magazine Trax riepen het album uit tot "Plaat van het jaar" in november 2006.
Zijn Essential Mix voor BBC Radio 1 werd in 2006 door luisteraars verkozen tot Essential Mix of the Year.
In april 2010 werd Sycamore Feeling uitgebracht, de eerste single van Into The Great Wide Yonder. Dit album verscheen op 31 mei van dat jaar bij zijn eigen label, In My Room.

## Aliassen

### solo
- Businessman
- Run Jeremy

### groepen
- Action Men
- Run Jeremy Band
- Trigbag
- Vildtand

## Discografie

### Albums
- 2006 – The Last Resort
- 2007 – The Chronicles
- 2008 – Live In Concert E.P. (Roskilde Festival 2007)
- 2009 – Trentemøller - Harbour Boat Trips 01: Copenhagen
- 2010 – Into The Great Wide Yonder
- 2013 – Lost
- 2016 - Fixion
- 2019 - Obverse
- 2022 - Memoria

### Nummers
- 2003 – Trentemøller EP (12")
- 2004 – Beta Boy (12")
- 2005 – Kink (12")
- 2005 – Physical Fraction (12")
- 2005 – Polar Shift (12")
- 2005 – Serenetti (12")
- 2005 – Sunstroke (12")
- 2006 – Nam Nam E.P. (12")
- 2006 – Rykketid (12")
- 2006 – Always Something Better (12")
- 2006 - The Last Resort" (cd, 2x12"-album)
- 2007 – African People (12")
- 2007 – Moan (12")
- 2007 - Moan Dub & Instrumental (12")
- 2008 - Miss You
- 2008 - 25 Timer (als Vildtand)
- 2009 - Rauta (vs. DJ Lab)
- 2010 - Sycamore Feeling

### Remixen
- 1999 – ETA – Ayia Napa
- 2003 – Filur – You & I
- 2003 – B & B International – Decorated With Ornaments
- 2003 – Malou – I Wish
- 2003 – Laid Back – Beautiful Day
- 2003 – Djuma Soundsystem – Les Djinns
- 2004 – Yoshimoto – Du What U Du
- 2004 – Andy Caldwell – Give a Little
- 2004 – Pashka – Island Breeze
- 2004 – The Rhythm Slaves – The Light You Will See
- 2004 – Aya – Uptown
- 2005 – Mathias Schaffhauser – Coincidance
- 2005 – Fred Everything & 20 for 7 – Friday
- 2005 – Vernis – Bubble Bath
- 2005 – Varano – Dead End Street
- 2005 – Sharon Phillips – Want 2/Need 2
- 2005 – Unai – Oh You and I
- 2005 – Martinez – Shadowboxing
- 2005 – Röyksopp – What Else Is There?
- 2005 – The Knife – We Share Our Mother's Health
- 2006 - Pet Shop Boys - Sodom [Trentemøller mix]
- 2006 – Djosos Krost – Chaptor One
- 2006 – Jokke Ilsoe – Feeling Good
- 2006 – Moby – Go (2006)
- 2006 – Trentemøller feat. Richard Davis – Always Something Better
- 2007 – Trentemøller feat. Ane Trolle – Moan
- 2008 – Kasper Bjørke – Doesn't Matter
- 2008 – Supermode – Tell me why
- 2008 – Modeselektor – The White Flash
- 2008 – Lulu Rouge – Bless You
- 2008 – Booka Shade – Outskirts
- 2009 – Depeche Mode – Wrong
- 2009 – Franz Ferdinand – No You Girls
- 2010 – Mew – Beach
- 2010 – Chimes and Bells – The Mole
- 2011 – M83 – Midnight City
- 2011 – Sleep Party People - The Dwarf And The Horse
- 2011 – The Dø – Too Insistent
- 2012 – The Drums – Days

## Voetnoten
1. ↑  http://www.bbc.co.uk/radio1/essentialmix/tracklistingarchive.shtml?20061231 BBC Radio 1 Essential Mix Tracklisting Archive, 27 februari 2007

- Bibliothèque nationale de France: cb155918392 (data)
- Gemeinsame Normdatei: 135470161
- International Standard Name Identifier: 0000 0001 1774 2762
- Library of Congress Control Number: no2009086940
- MusicBrainz: 95e9aba6-f85c-48a0-9ec9-395d4f0e3875
- Nationale Bibliotheek van Tsjechië: xx0071734
- Virtual International Authority File: 90515624
- WorldCat: E39PBJfCwdD8XyvWbtqDYYg3Qq